# ヘンリー・メイナード (第4代メイナード男爵)
第4代メイナード男爵ヘンリー・メイナード（英語: Henry Maynard, 4th Baron Maynard、1673年頃 – 1742年12月7日）は、イギリスの貴族。

## 生涯
第3代メイナード男爵バナスター・メイナードとエリザベス・グレイ（Elizabeth Grey、1714年3月24日没、第10代ケント伯爵ヘンリー・グレイの娘）の息子として、1673年頃に生まれた。
1701年に大佐としてイギリス海軍に入隊した。1713年7月16日、オックスフォード大学よりD.C.L.の学位を授与された。
1718年3月4日に父が死去すると、メイナード男爵の爵位を継承した。
1742年12月7日に生涯未婚のまま死去、リトル・イーストンで埋葬された。弟グレイが爵位を継承した。